# Jerzy Wartak
Jerzy Andrzej Wartak (ur. 16 czerwca 1947 w Dąbrowie Górniczej, zm. 11 grudnia 2018 w Katowicach) – polski górnik, działacz opozycji antykomunistycznej w okresie PRL, jeden z przywódców strajku w Kopalni Węgla Kamiennego „Wujek” w 1981 roku.

## Życiorys
Syn Tadeusza i Janiny. W 1966 ukończył zasadniczą szkołę zawodową w Katowicach. Od 1974 był górnikiem w KWK „Wujek” w Katowicach. W dniach 1–3 września 1980 uczestniczył w strajku w kopalni, w tym samym czasie związał się z Niezależnym Samorządnym Związkiem Zawodowym „Solidarność”. W dniach 14–16 grudnia 1981 brał udział w strajku w KWK „Wujek”. Był członkiem komitetu strajkowego jako reprezentant oddziału VIII. Wraz ze Stanisławem Płatkiem i Adamem Skwirą brał udział w negocjacjach z dyrekcją. Po pacyfikacji strajku został zatrzymany. Do procesu przetrzymywany był kolejno w Komendzie Miejskiej Milicji Obywatelskiej w Katowicach, Komendzie Wojewódzkiej MO w Katowicach oraz Ośrodku Odosobnienia w Zabrzu-Zaborzu. 9 lutego 1982 został skazany za organizację strajku na 3,5 roku więzienia. Wyrok odbywał w Areszcie Śledczym w Katowicach, Zakładzie Karnym w Raciborzu, Strzelcach Opolskich oraz Kłodzku. Zwolniony został 17 maja 1983 roku. Następnie do 1986 pracował w KWK Makoszowy, a następnie ponownie w KWK „Wujek”, aż do przejścia na emeryturę w 2000 roku. W latach 1989–1995 piastował funkcję wiceprzewodniczącego Komisji Zakładowej NSZZ „Solidarność” w KWK „Wujek”.
W 2006 został odznaczony Krzyżem Kawalerskim Orderu Odrodzenia Polski.